# Reykjanesskagi
Pour les articles homonymes, voir Reykjanes.
Ne doit pas être confondu avec Reykjanes (cap).
La Reykjanesskagi, toponyme islandais signifiant littéralement en français « la péninsule du cap des fumées », ou péninsule de Reykjanes est la grande péninsule au sud-ouest de l'Islande. Elle se situe à proximité de la capitale Reykjavik et s'étend sur une cinquantaine de kilomètres.

## Géographie

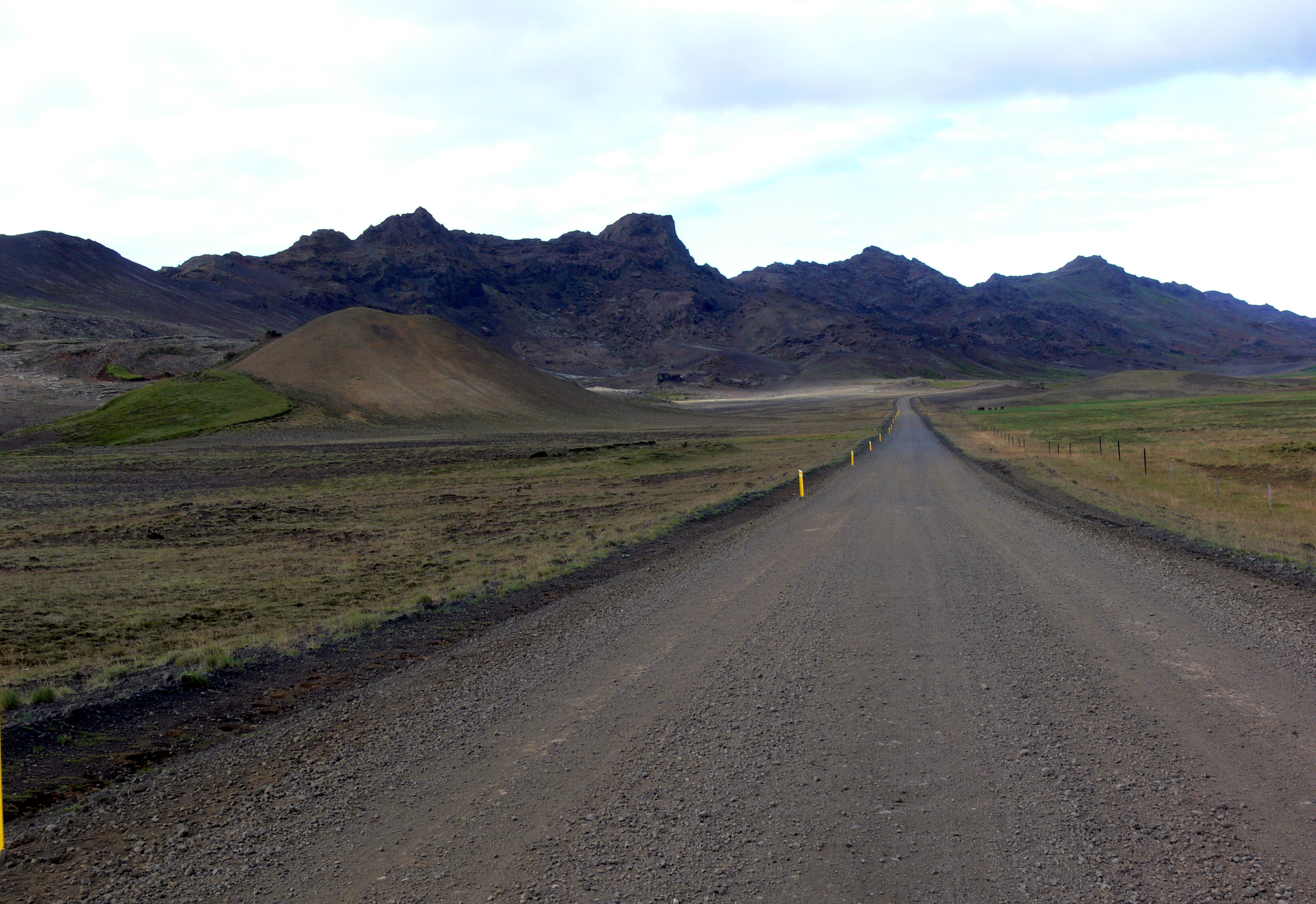
Paysage de la Reykjanesskagi entre Krýsuvík et le Kleifarvatn.

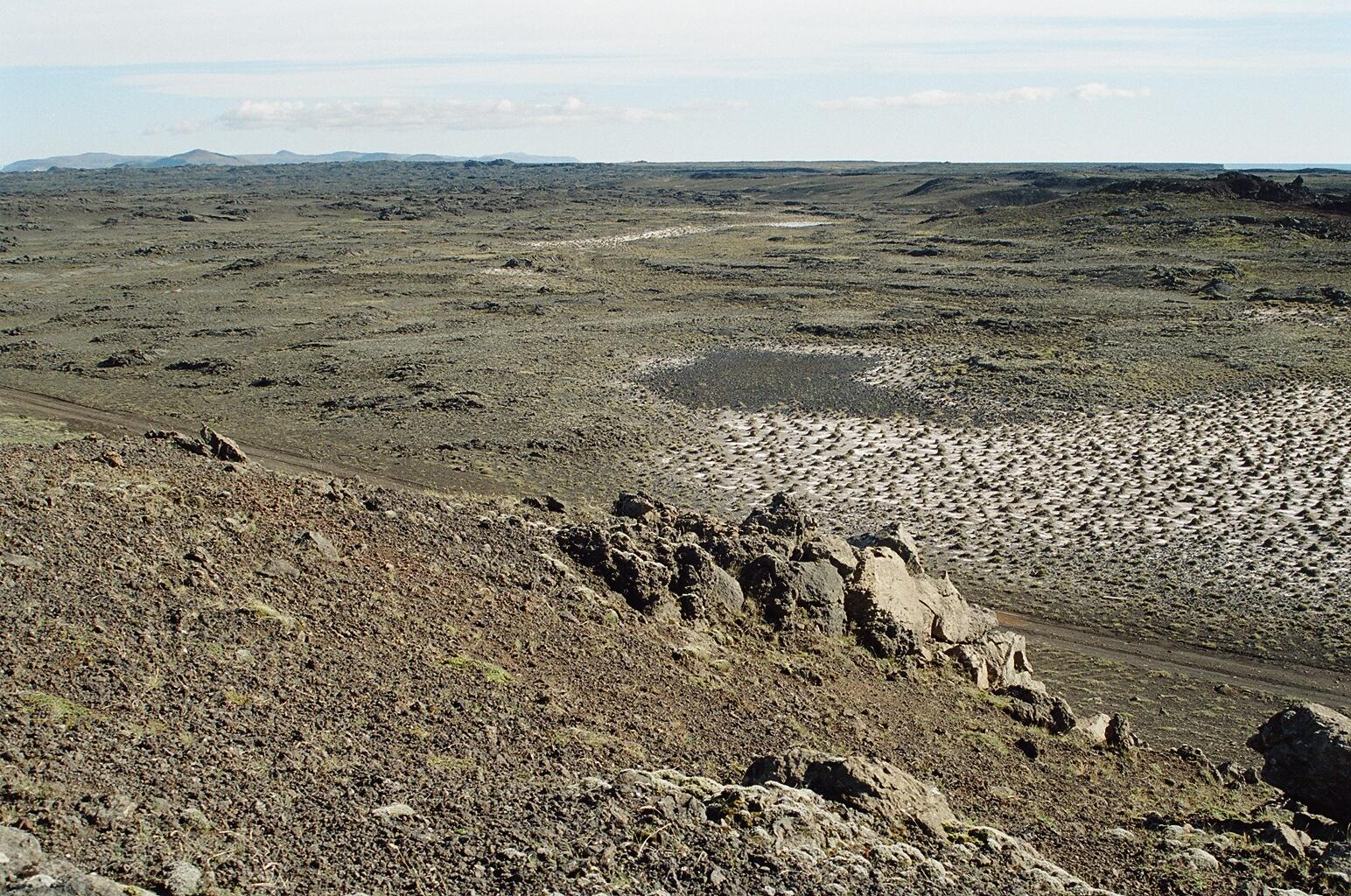
Champs de lave de la péninsule.

Comme dans le cas du nom de la capitale, son nom provient de l'islandais reykur, fumée, les sources chaudes y étant nombreuses et le volcanisme très présent. Par suite, elle est très pauvre en végétation.
En effet, la péninsule est caractérisée par ses grands champs d'une lave encore assez jeune. Elle est située dans une zone active quant au volcanisme et au mouvement de plaques tectoniques. Le volcanisme s'est traduit par de nouvelles éruptions du Fagradalsfjall depuis le 19 mars 2021 après huit siècles d'accalmie. Cette série d'éruptions a été suivie depuis 2023 par des éruptions du Sundhnúkur (dans le Svartsengi), qui sont - selon le chercheur Benedikt Ófeigsson - sans doute en lien avec l'activité du Fagradalsfjall. Par conséquent, on y trouve quelques régions de haute température, comme près de la centrale géothermique de Svartsengi non loin de Grindavík. On y utilise l'eau chaude aussi pour la station thermale du Lagon bleu. L'eau contient des minéraux favorables à la lutte contre les maladies de la peau et du poumon.
Une autre région de haute température se trouve à Krýsuvík près du beau lac Kleifarvatn. La plupart des sources chaudes sont situées sur les pentes de la montagne Sveifluháls, mais il y en a aussi d'autres situées près du lac. Ce dernier a une histoire peu commune : il s'élargit ou diminue en surface suivant la situation géologique. En ce moment[Quand ?], sa surface est encore une fois sur le point de diminuer[à recycler]. Depuis un grand tremblement de terre en l'an 2000, 20 % de son eau ont disparu dans des nouvelles fissures sous le lac. D'autre part, des sources chaudes, jusque-là cachées par les eaux du lac, ont surgi sur ses rives. Cette région est une réserve naturelle assez isolée.[réf. nécessaire]
Sur les côtes, il existe quelques villes dont l'activité économique est largement dépendante de la pêche : Keflavík, Njarðvík et Grindavík. Mais les services liés notamment à la présence du principal aéroport international d'Islande, à Keflavik, et de la base militaire proche, sont aussi des contributeurs d'emploi,